# Bulls vs Lakers and the NBA Playoffs
Team USA Basketball är ett basketspel som utvecklats av Electronic Arts och släpptes 1992 endast för Sega Mega Drive. Spelet är uppföljaren till Lakers vs Celtics. Spelets namn hänvisar till den föregående säsongens NBA-mästerskapsserie, 1991 NBA Finals matchup mellan Chicago Bulls och Los Angeles Lakers. Det är det andra spelet i NBA Playoffs-serien av spel.